# Peruanischer Schnabelwal
Der Peruanische Schnabelwal (Mesoplodon peruvianus), auch als Zwergschnabelwal oder Zwergzweizahnwal bezeichnet, ist eine Walart aus der Familie der Schnabelwale (Ziphiidae). Die Art wurde erst 1991 wissenschaftlich beschrieben und gilt als kleinster Vertreter ihrer Familie.

## Merkmale
Mit einer Länge von 3,70 bis 3,90 Metern bei einem Gewicht von etwa 500 Kilogramm ist der Peruanische Schnabelwal die kleinste Art der Schnabelwale, wobei Männchen etwas größer als Weibchen werden. Der Wal hat eine spindelförmige Gestalt, wobei der größte Durchmesser etwa im Bereich der Körpermitte liegt. An der Oberseite ist er dunkelgrau und an der Unterseite weißlich-hellgrau gefärbt. Die Männchen besitzen am Rücken eine Schachbrettartige Zeichnung, ausgewachsene Männchen können zudem einige weiße Linien am Körper aufweisen, bei denen es sich um verheilte Narben aus Rivalenkämpfen handelt. Die Fluke ist im Verhältnis zur Körperlänge vergleichsweise breit und der Schwanzansatz ist seitlich abgeflacht. Wie alle Arten der Gattung der Zweizahnwale besitzt er lediglich zwei Zähne im Unterkiefer und die Finne ist klein und sitzt auffallend weit hinten. Die Schnauzenregion und der Unterkiefer bilden eine abgestumpfte schnabelartige Schnauze und an der Kehle sind zwei Gruben vorhanden. Der Unterkiefer der Männchen ist bogenförmig und die beiden Zähne sind etwa in der Mitte des Unterkiefers als kurze Stoßzähne hervortretend.

## Verbreitung

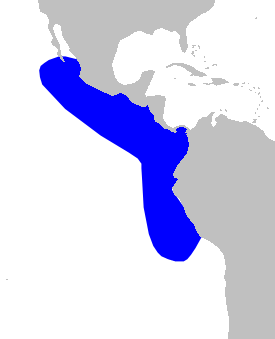
Verbreitungsgebiet des peruanischen Schnabelwales.

Das Verbreitungsgebiet des Peruanischen Schnabelwals befindet sich im Pazifischen Ozean vor den Küsten Mittel- und Südamerikas. Das tatsächliche Verbreitungsgebiet ist dabei unbekannt, da die Art nur durch eine sehr begrenzte Anzahl von Individuen und Sichtungen nachgewiesen ist. Die Nachweise liegen dabei in einem Gebiet nahe der südamerikanischen Küste von etwa 30° südlicher bis 28° nördlicher Breite. Zudem gibt es einen Einzelfund eines gestrandeten Tieres in Neuseeland, bei dem es sich allerdings wahrscheinlich um ein verirrtes Einzeltier handelte. Alternativ ist das Verbreitungsgebiet größer als bisher angenommen.

## Lebensweise
Diese Wale dürften in kleinen Gruppen von drei bis fünf Tieren zusammenleben und sich vorwiegend im tieferen Meeresbereich aufhalten. Wie die meisten Schnabelwale sind sie gute und ausdauernde Taucher und ernähren sich vorwiegend von Tintenfischen und Fischen der tieferen Meeresbereiche. Wie andere Schnabelwale jagt er seine Beute wahrscheinlich in Tiefen um 500 Meter.
Zur Fortpflanzung gibt es keine Angaben. Bei einer Sichtung einer Walschule von 5 Individuen vor der Küste Chiles wurde zum ersten Mal auch ein einzelnes Jungtier beobachtet.

## Systematik
Der Peruanische Schnabelwal wird als eigenständige Art innerhalb der Zweizahnwale (Gattung Mesoplon) eingeordnet. Er wurde im Jahr 1991 durch Julio C. Reyes, James G. Mead und Koen van Waerebeek wissenschaftlich beschrieben. Die Beschreibung basierte auf den Schädel und Skelett eines männlichen Wales, der 1988 am Playa Paraiso in Peru gestrandet war. Bevor die Art offiziell beschrieben wurde, wurde sie auf der Basis von Sichtungen als „Mesoplodon species A“ bezeichnet.
Schnabelwale wurden im südöstlichen Pazifik bereits früher dokumentiert, etwa durch einen Fang eines Tieres durch Fischer in Chile im Jahr 1949, das durch Philip Hershkovitz dem Camperdown-Wal (Mesoplodon grayi von Haast, 1876) zugeordnet wurde. 1855 gab es eine Strandung eines Schnabelwales in Paracas, bei dem es sich wahrscheinlich um einen Andrew-Schnabelwal (Mesoplodon bowdoini Roy Chapman Andrews, 1908) handelte und in den 1980er Jahren gab es einige weitere Sichtungen unidentifizierter Schnabelwale in peruanischen Gewässern sowie 1989 eine Strandung eines weiblichen Camperdown-Wals. Seit der Erstbeschreibung sind vereinzelt weitere Peruanische Schnabelwale an der Küste Süd-, Mittel und Nordamerikas gestrandet oder beobachtet worden, unter anderem an der Küste zwischen Bahía de la Paz und Juan de la Costa im mexikanischen Bundesstaat Baja California Sur und der Küste von Oaxaca bis hin zu einer Sichtung von fünf Individuen vor der chilenischen Küste.
Innerhalb der Art werden keine Unterarten unterschieden.

## Gefährdung und Schutz
Der gezielte Walfang stellt keine Bedrohung für den Peruanischen Schnabelwal dar, wohl aber die Tatsache, dass sich Exemplare in Fischernetzen und in Haischutznetzen vor der südamerikanischen Küste verfangen und ertrinken. Für eine genaue Angabe der Gesamtpopulation oder des Gefährdungsgrades gibt es allerdings zu wenig Daten, sodass die Art von der IUCN als „data defizient“ eingeordnet wird. Die größte Bedrohung für die Art geht von intensiven Fischfang, vor allem von der Thunfischfischerei aus.
Vor allem in den letzten Jahren wurde der Einfluss von Unterwassergeräuschen, vor allem von unterseeisch eingesetzten Sonar und von Sprengungen auf verschiedene Wale, auch Schnabelwale untersucht und diskutiert. Es gibt deutliche Hinweise darauf, dass diese Lärmemissionen einen Einfluss auf Wale haben und unter anderem bei Delfinen und auch Schnabelwalen zu Strandungen führen. Inwieweit diese Emissionen den Peruanischen Schnabelwal betreffen, ist nicht bekannt; es ist jedoch anzunehmen, dass er ebenfalls betroffen ist. Zudem wurden in gestrandeten Tieren Plastikreste gefunden, die auch als konkrete Todesursache in Einzelfällen diskutiert wurden.
Der Peruanische Schnabelwal ist auf dem Appendix II des Washingtoner Artenschutzübereinkommen (CITES) aufgenommen.

## Belege
1. 1 2 3 4  „Pigmy Beaked Whale.“ In: C.D. MacLeod: Family Ziphiidae (Beaked Whales) In: Don E. Wilson, Russell A. Mittermeier: Handbook of the Mammals of the World. 4. Sea Mammals. Lynx Edicions, Barcelona 2014; S. 352. ISBN 978-84-96553-93-4.
2. 1 2 3 4 5  Mesoplodon peruvianus in der Roten Liste gefährdeter Arten der IUCN 2006. Eingestellt von: Cetacean Specialist Group, 1996. Abgerufen am 12. Mai 2006.
3. 1 2  G. Paolo Sanino, José L. Yáñez, Koen van Waerebeek: A first confirmed Specimen Record in Chile, and Sightings attributed to the Lesser Beaked Whale Mesoplodon Peruvians Reyes, Mead and van Waerebeek, 1991. Boletín del Museo Nacional de History Natural, Chile, 56, 2009; S. 89–96. (Volltext).
4. 1 2  Mesoplodon peruvianus. In: Don E. Wilson, DeeAnn M. Reeder (Hrsg.): Mammal Species of the World. A taxonomic and geographic Reference. 2 Bände. 3. Auflage. Johns Hopkins University Press, Baltimore MD 2005, ISBN 0-8018-8221-4.
5. ↑  Julio C. Reyes, James G. Mead, Koen van Waerebeek: A new species of Beaked Whale Mesoplodon peruvians sp. n. (Cetacea: Ziphiidae) from Peru. Marine Mammals Science 7 (1), Januar 1991; S. 1–24. doi:10.1111/j.1748-7692.1991.tb00546.x
6. ↑  Jórge Urbán‐Ramírez, David Aurioles‐Gamboa: First Record of the Pygmy Beaked Whale Mesoplodon Peruvians in the North Pacific. Marine Mammals Science 8 (4), Oktober 1992; S. 420–425.  doi:10.1111/j.1748-7692.1992.tb00058.x
7. ↑  Jesús García-Grajales, Alejandra Buenrostro Silva, Eunice Rodríguez-Rafael, Juan Meraz: Biological observations and first stranding record of Mesoplodon peruvianus from the central Pacific coast of Oaxaca, Mexico. Therya 8 (2), Mai 2017. doi:10.12933/therya-17-451